# نيكا بابنيك
نيكا بابنيك (من مواليد 17 سبتمبر 1998) هي لاعبة كرة قدم سلوفينية تلعب كمهاجم لنادي أكاديمية سان مارينو الإيطالي ومقره سامارينيزي والمنتخب السلوفيني للسيدات.